# 2005年アメリカグランプリ
2005年アメリカグランプリ(英: '2005 United States Grand Prix)は、2005年6月19日にインディアナポリス・モーター・スピードウェイで開催されたフォーミュラ1のレースである。

## 概要
2005年シーズンの第9戦として行われた。エントリーしていた20台のうち、ブリヂストンタイヤを装着したチーム（フェラーリ、ミナルディ、ジョーダン）の6台のみで争われた。残る14台は全てミシュランタイヤを装着していたが、安全性の懸念によりフォーメーションラップでピットインしリタイアした。
最も激しい事故は金曜日のプラクティス中にラルフ・シューマッハのトヨタのマシンに発生したが、決勝レースまでにも数度のタイヤの障害に見舞われ、ミシュランはユーザーの7チームに対し、供給されたタイヤでは安全にレースを行うことができないと通告した。F1の運営団体であるFIAは、コースにシケインを増設するという提案を拒絶した。そのような変更を行うことは、適切に機能するタイヤを持ち込んだブリヂストンを使用するチームに対して不公正だからである。FIAとの間に妥協を引き出すことができなかったため、ミシュラン使用チームはレースに参加しないことを決定した。
6台の中で争われたレースは、最終的にミハエル・シューマッハが優勝した。この結果は、シューマッハのポイントランキングを大きく押し上げ、総合3位となった。ポイントで彼より上位のドライバーは、一人もレースに出走しなかったのである。そして、2005年のコンストラクターチャンピオンシップにも大きな影響を与えた。このレースで得た18ポイントが無ければ、フェラーリは選手権でトヨタの下位になるところだったのである（最終的にはトヨタに12ポイントの差をつけて3位となっている）。この状況はF1に大きな悪評を立てることとなり、それは特にアメリカにおいて顕著であった。アメリカはF1がずっと地位を確立するために20年にわたり努力してきたマーケットであったが、このレースがインディゲートの烙印を押されることに繋がった。

## レース前の論争

### トヨタのタイヤトラブル
2005年6月17日の金曜日に行われた午後のプラクティスセッションで、トヨタに乗るラルフ・シューマッハがインディアナポリス・モーター・スピードウェイロードコースの第13コーナーで、左リアタイヤのバーストでスピン。コントロールを失ったマシンはウォールに激しくぶつかり、マシンは部品を撒き散らしながら大破した。彼は軽傷を負ったため出走を続けることができず、レースウィークの残りはチームの第3ドライバーであるリカルド・ゾンタに引き継がれた。明らかにタイヤトラブルであったことから、ミシュランスタッフは、クラッシュしたラルフのタイヤと、すでに走行済みの他チームのタイヤを回収し調査に当たった。ちなみにラルフは、ウィリアムズに乗っていた前年も第13コーナーでクラッシュしている。
調査の結果、クラッシュしたタイヤも、しなかったタイヤからも、サイドウォールの偏摩耗が確認された。インディアナポリス・モーター・スピードウェイのロードコースの第13コーナーはオーバル部分を使用したバンク付きの高速コーナーであり、F1レースでは独特なものである。このコーナーはタイヤへの負荷が通常よりも大きい。さらに、この年はグリップ力を高めるため路面に細かい溝を刻んでおり、これがタイヤへの更なる負荷になった。またこの年のレギュレーションでは、タイヤは明らかな破損等の異常事態以外は交換禁止となっており、フルレースを走り切る設計をしなければならなかった本年のタイヤ設計に前年データを流用することはできなかった。データ収集テスト走行も行えなかったタイヤサプライヤー達は、机上でのシミュレートでタイヤの設計を行った。その結果、この力をシミュレートしきれなかったミシュランタイヤは、設計限界を超えた力を受けタイヤのサイドウォールがたわみ、その部分を異常に傷ませてしまった。これによって、トレッドの支持力は失われ、タイヤは破裂し、クラッシュに至ったと推定された。
翌日ミシュランは、7チーム（B・A・R、マクラーレン、レッドブル、ルノー、トヨタF1、ザウバー、ウィリアムズF1）に供給されたタイヤが何故このコーナーで壊れたのかは不明であると報告し、異なるスペックのタイヤをクレルモンフェランの本社から空輸することを検討していると発表した。しかし、交換のために持ち込まれた別のスペックのタイヤ（2005年スペイングランプリで使用されたタイプ）も同じ問題を抱えていることがテストで明らかになった。

### ミシュランとFIAのやりとり
6月18日の土曜日にFIAのレースディレクター、チャーリー・ホワイティング宛に送られた書簡の中で、ミシュラン代表のピエール・デュパスキエとニック・ショロックは、ミシュランはトヨタのタイヤトラブルの原因を掴んでおらず、第13コーナーのスピードを落とせない限り、ミシュランが予選で使用したタイヤを決勝に使用することはできないと明かした。
ホワイティングは6月19日の日曜日に返信し、ミシュランが適切なタイヤを持ち込んでいなかったことへの驚きをあらわし、チームがドライバーに制限を掛け、ミシュランが示した安全な最高速度で第13コーナーを走らせるようにすることを提案した。また、チームから提案された幾つかの解決策についても言及し、別のタイヤを持ち込むことについては「ルールに違反することで、スチュワードが検討することだ」とし、シケインの設置については「検討の余地は無い」ことで、コースレイアウトを変更するとFIAの認可が下りない（非選手権レースになる）とした。ホワイティングは、ミシュランのチームからの提案を、ブリヂストン使用チームに対して「著しく不公平」なものとみなした。

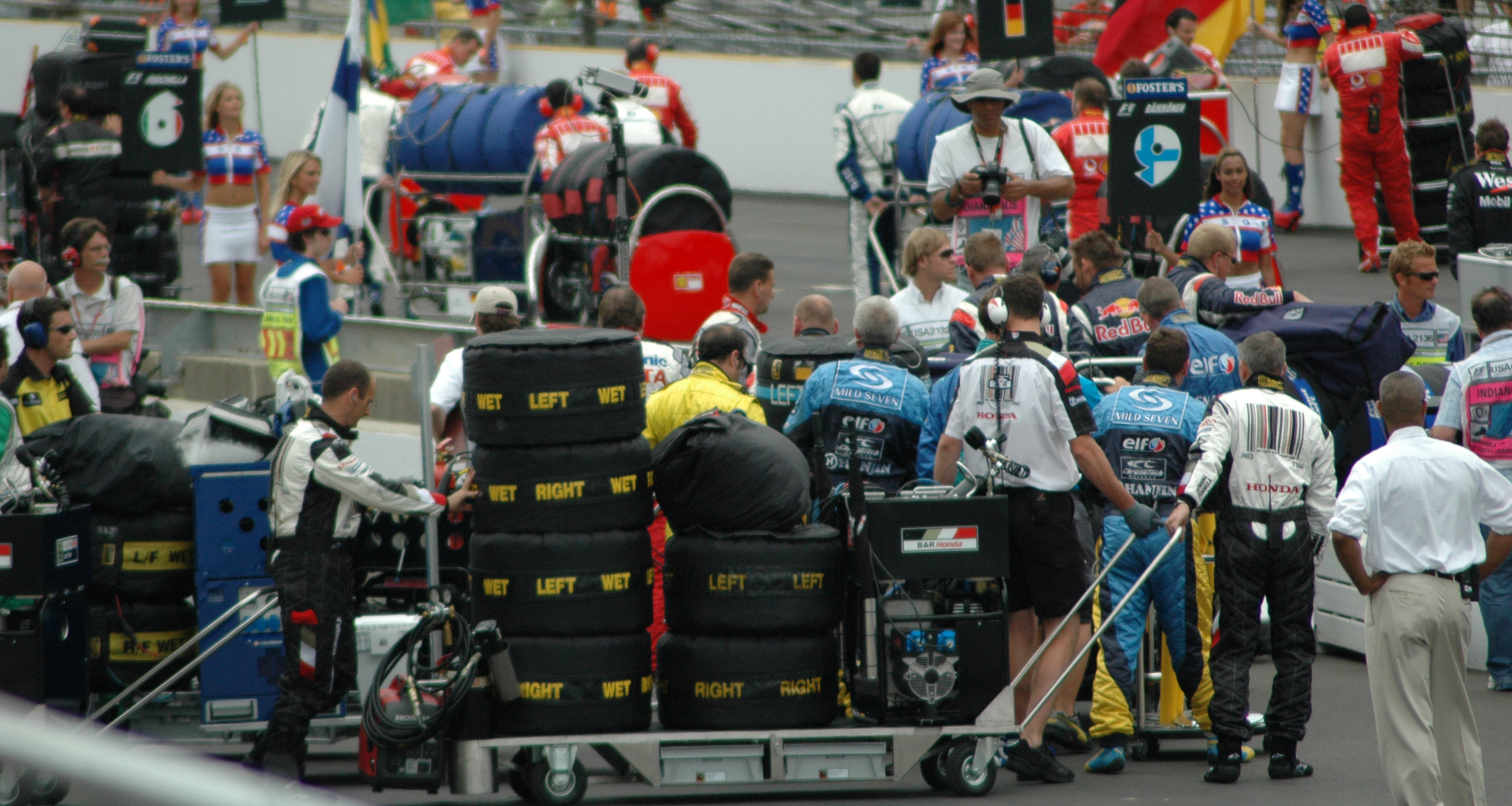
タイヤ問題により、レースは6台のみで開催されることになった

6月19日に送られた2通目の手紙で、デュパスキエとショロックは、ミシュランは、サーキットに変更が加えられない限り、予選で使用したミシュランタイヤを装着してレースに参加することを各チームに許可しないつもりであることを確認し、ミシュランは第13コーナーの低速化を要求すると繰り返した。ホワイティングからの短い返信は、そのような変更は認められないという内容で、各チームに与えられた選択肢は、第13コーナーの通過速度を抑えること、ペナルティを受けながらも予選で使用したものと異なるスペックのタイヤを使用すること、繰り返しタイヤを交換することのいずれかであり、これらはドライバーの安全確保のためだとされた。

### 妥協への試み
ブリヂストンユーザーの一チームであったミナルディのオーナー、ポール・ストッダートは6月22日の水曜日、レースに至るまでに起こったことについての報告書を公表した。ストッダートは決勝日の午前10時頃に行われたミーティングを記録しており、そのミーティングにはサーキットオーナーのトニー・ジョージ、「このレースでのミシュランの2名の上級代表者」、バーニー・エクレストン（FOM（Formula One Management）とFOA（Formula One Administration）のCEO）、チーム代表者、ミシュランの各チームごとの技術代表者が招集されていた。招集されたメンバーは、フェラーリチーム代表のジャン・トッドを除いて全員が出席した。

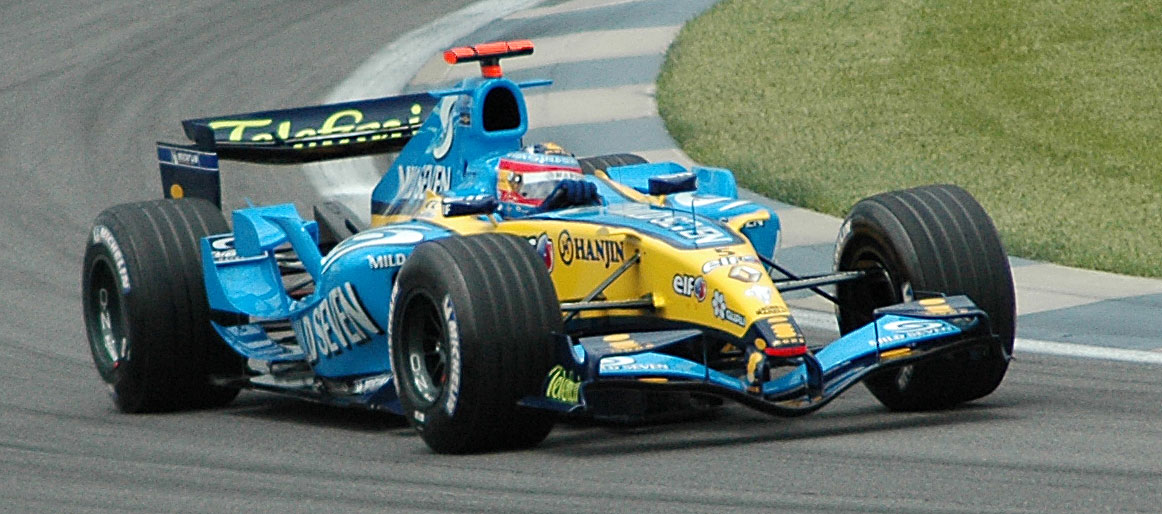
予選中のアロンソ

ストッダートの説明によると、このミーティングは次のように始まった。
- ミシュランの代表は彼らの置かれた状況を説明し、チームに供給されているタイヤでは安全にレース距離を走りきることができず、ストッダートとジョーダンのコリン・コレスが代表とするブリヂストンのチームに、第13コーナーにシケインを増設することを許可するよう依頼した。
- この提案について話し合われ、FIAの解決方法であるミシュラン装着車に対するスピード制限は事故の原因になり得るという理由で拒絶することが合意された。同様に10周ごとにピットストップを行うことについても却下され、シケイン増設が最良の解決方法であると決定された。そして技術責任者にシケインの設置プランをまとめるよう指示が出された。
- バーニー・エクレストンは自ら、ミーティングに参加しなかったトッドと、レースに来ていないFIA会長のマックス・モズレーと話し合い、彼らの回答を得た後でミーティングを再招集した。[9]

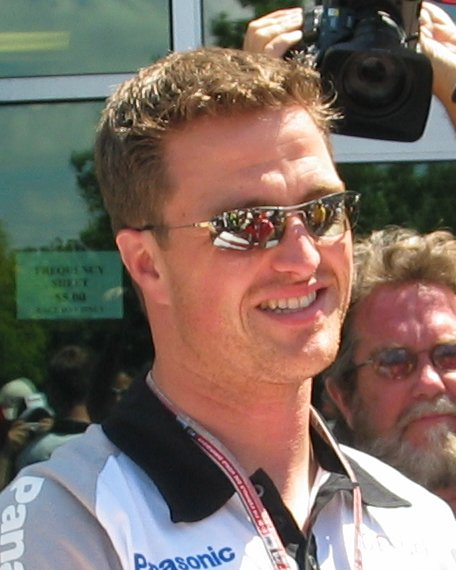
第13コーナーでの事故前に行われたサイン会セッション中のラルフ・シューマッハ。

- エクレストンは10:55頃に戻ってきて、トッドはシケインを拒否したとグループに伝えた。これはFIAとミシュランの問題であり、トッドの問題ではないというのが理由であった。
- ミーティングについてストッダートが報告書を発表するまでに、既にトッドは相談されたことを否定していたが、仮に相談があったとしてもシケインの設置には同意しなかっただろうと述べている[10]。また、エクレストンは「モズレーは、もしサーキットに変更を加えようとするなら、即座にグランプリをキャンセルすると言った」と述べている[9]。

### チーム代表たちのプラン

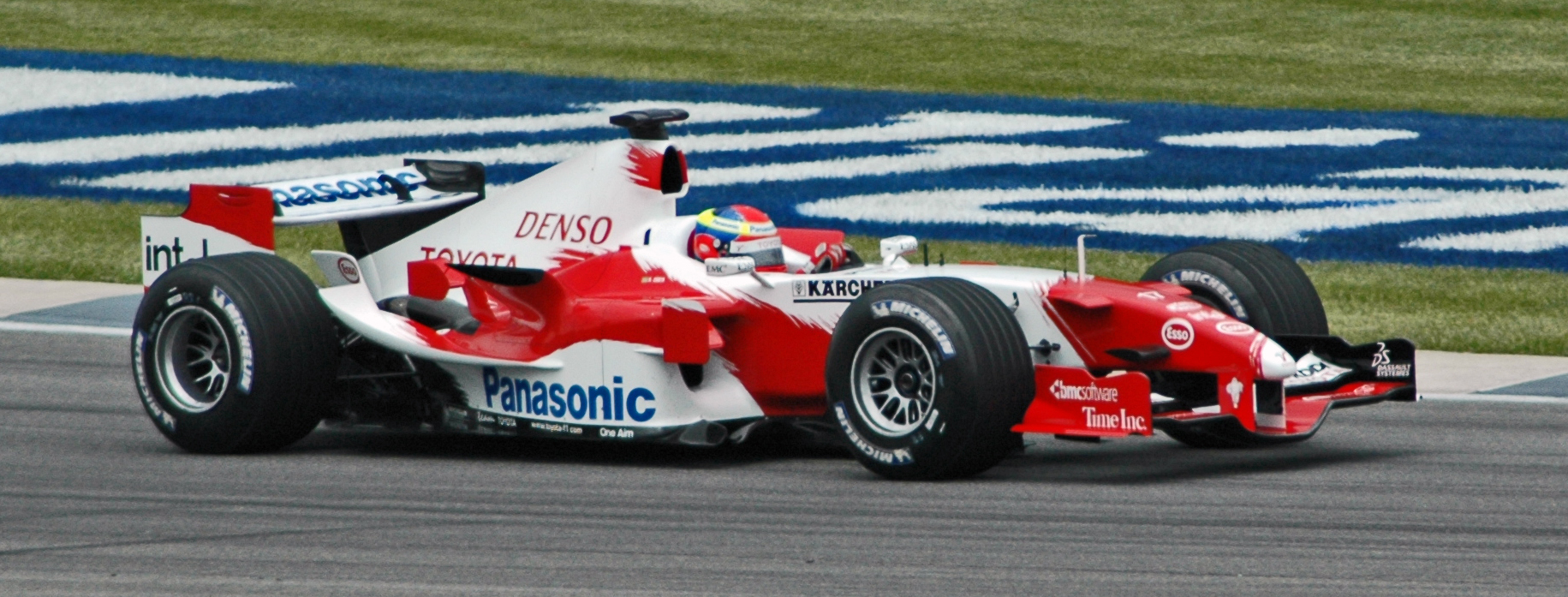
ラルフ・シューマッハの負傷によりリカルド・ゾンタが代わりに予選に出走した

ストッダートによると、チーム代表たちのグループは代替案を提示するために議論を継続し、その案には「非選手権レースとする、またはミシュランチームはシケインを通過しポイント対象外とする」というものがあったが、最終的には、必要ならフェラーリ抜きになったとしても、シケインを設置し非選手権レースとすることが最良であると合意された。FIAの指示を無視してレースを行った場合、FIAはスタッフを引き上げる見込みであり、このグループは様々な人員を指名した。これには、レースディレクターのチャーリー・ホワイティングと、セーフティカードライバーのベルンド・メイランダーの代役も含まれた。チーム代表たちはこのことをチームとドライバーに伝えること、FIAの検査官と機材がないので技術ルールを実施することができないこと、そして彼ら自身が恥ずかしくなく振る舞い観客にレースを楽しませるよう指示を受けた。
彼らは20人のドライバーを集め、彼らのプランの提案を始めた。ドライバーの意見についてストッダートは「全てのドライバーが我々の提案に賛成したと証明することはできないが、間違いなく言えるのは、反対したドライバーは誰も居なかったということだ」と書いている。フェラーリのドライバーは意見を述べず、この集まりに不参加のトッドに決定を任せた。参加していた9チームの代表は、FIAがF1の利益にかなった決定をしなかった場合にはレースに参加しないことを決定した。

問題の第13コーナー

短い休憩をはさみ、グループはエクレストンのオフィスで再度集まり、ルノーチーム代表のフラビオ・ブリアトーレがマックス・モズレーと電話で話をするのを見守った。モズレーは彼らの提案を全て明確に拒絶し「モズレーはFIAのアメリカの最上級代表であるマーティン氏に、いかなる形であれ、非選手権レースが行われるか、サーキットに変更が加えられるのであれば、アメリカグランプリのみならず、アメリカで行われる全てのFIA規則のモータースポーツが危機に瀕することになると伝えた（ストッダートのコメント）」とされた。ストッダートがこの出来事を発表したのと同じ日にFIAは声明を出し、発表されたような脅しをモズレーが掛けたことも、そのような会話があったことも否定した。
グループは選択肢を全て使い果たした。ミシュラン使用チームの代表たち、ストッダート、バーニー・エクレストンはマシンをグリッドに並べるかどうかを話し合い（コリン・コレスは話し合いに不参加）、フォーメーションラップには参加するものの、レースをすることはできないとの結論に達した。ストッダートはコレスに対しレースに参加するかを尋ねると、参加しないという前言に反してジョーダンはレースに参加するとの回答を得た。ストッダートは次にブリヂストンの代表より、ブリヂストンはストッダートがレースに参加することを望んでいるとの働きかけを受けた。ストッダートは「（ストッダートの）モズレーとの関係を、レースに参加しなかった場合には間違いなく重い制裁を受けることになると感じた」とも述べている。ストッダートもチームのドライバーをレースに参加させることを決定したが、もしジョーダンの2台がレースをフィニッシュできなかった場合には彼らのドライバーをリタイアさせるつもりだったと報告している。

## レースレポート

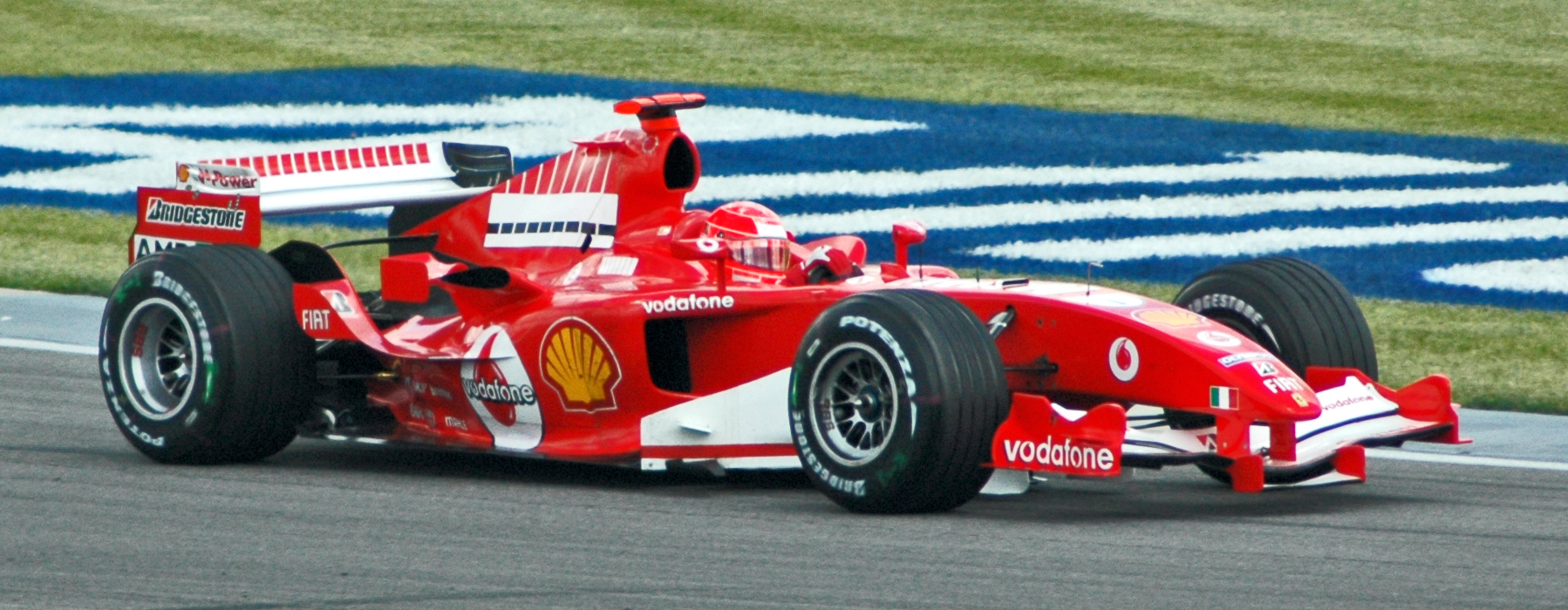
フェラーリのミハエル・シューマッハはこのシーズン唯一の勝利を挙げた（写真は予選中）

レース開始時には、FIAのレース規則に従い全てのマシンがグリッドに並んだ。チャーリー・ホワイティングがグリーンライトを点灯させるとフォーメーションラップが始まり、通常通り20台全てのマシンがスターティンググリッドに着くため1周を回り始めた。バンクの付いた第13コーナー（論争の中心となったコーナーでもある）にあるピットレーンの入り口から、ミシュランタイヤを装着する全てのチームはピットへと戻り、ブリヂストンタイヤ装着チーム（フェラーリ、ジョーダン、ミナルディ）の6台のみがレースをスタートした。
グリッドにマシンを並べ、フォーメーションラップ後にピットへ引き上げたチームの動きは、何が起こったのか分からないファンを激怒させた。大きなブーイングが起こり、チケット受付窓口では暴動が起き、中にはコース上にゴミを投げ込む者も居た。アメリカのアナウンサー、スピードチャンネルのピーター・ウィンザーしか、レースのスタート後にこの状況について詳細をレポートすることができなかった。世界各国のF1解説者も驚愕を隠すことは出来ず、その中には苦笑を抑えきることの出来ない者までいた。レースは間もなく2台のフェラーリ、ミハエル・シューマッハとルーベンス・バリチェロがリードし、距離を置いてジョーダンのティアゴ・モンテイロとナレイン・カーティケヤンが続き、ミナルディのクリスチャン・アルバースとパトリック・フリーザッハーが後方を走る展開となった。
レースはピット戦略による展開を見せ、コース上での追い抜きは周回遅れをパスすることだけとなった。アルバースのみが3回のピットストップを行い、他のドライバーは2回のピットストップ戦略を選んだ。先頭が入れ替わったのは、26周目にシューマッハが最初のピットストップを行い、32秒のロスタイムによりバリチェロにリードを譲ったことと、2度目のピットストップでシューマッハがトップに戻ったことだけである。51周目のシューマッハの2度目のピットストップは23.615秒という最速のロスタイムで、コースに戻ったときにはバリチェロと並ぶことに成功し、第1コーナーではバリチェロがコース外の芝生に飛び出した。この件についてレースオフィシャルによる調査は行われなかったが、フェラーリの両名のドライバーは、クラッシュしてリタイアすることの無いよう無線で言い聞かされた。ミハエル優先の厳格なチームオーダーが定められていたフェラーリの2台はペースを落とし、バトルをせずにレースの残りを走行した。出走の6台は全て完走した。出走車両が全て完走するというのは、1961年オランダグランプリ以来44年ぶりで、F1史上2度目となる記録であった。2005年シーズン、ミナルディとジョーダンの両チームは競争力が高くなかったが、4人全てのドライバーはこのレースでF1での初ポイントを獲得した。カーティケヤンのポイントは、インド人ドライバーとしてF1史上初ポイントとなった。またミナルディがポイントを獲得した最後のレースとなった。
表彰式では予定されていたプレゼンターは誰も現れず、フェラーリのメンバーはトロフィーを受け取ると、すぐに退場した。しかしながら、初の表彰台フィニッシュを果たしたモンテイロは、受賞後も表彰台に残り、一人でシャンパンファイトを行なった。これはポルトガル人ドライバーにとって初の表彰台であった。

## 余波

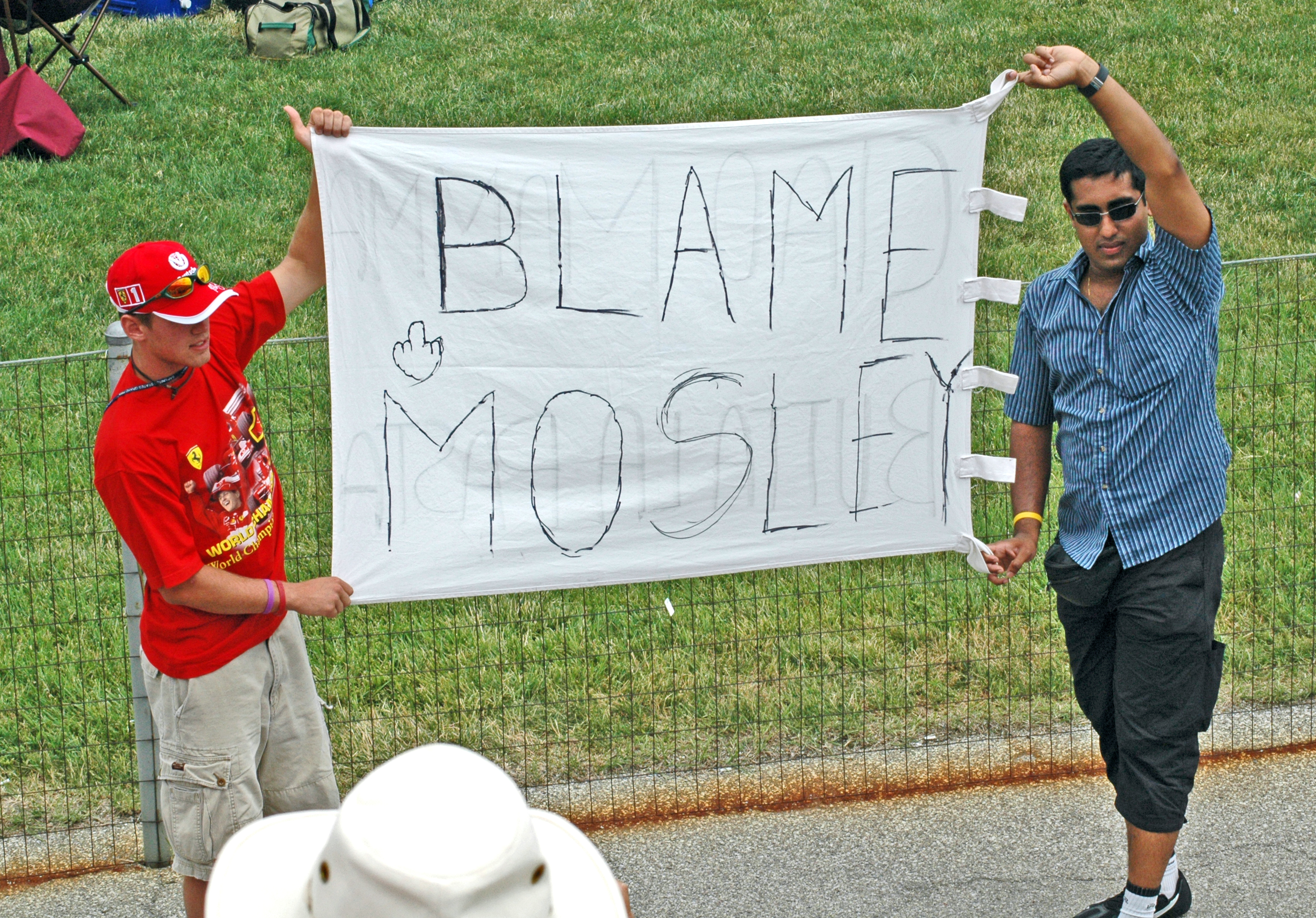
不満を持つファン、このレースでの出来事に対してFIA会長のマックス・モズレーを非難

シューマッハにとってこの勝利は、自身の2番目に長い未勝利期間を終わらせるものであり（この勝利がなければ2006年サンマリノGPまで先延ばしとなり、23戦連続未勝利という自身もっとも長い未勝利記録となる。また、フル参戦して初めてとなる1シーズン未勝利となる）、この時点でドライバーズランキングを5位から3位に引き上げるものとなった。同様にルーベンス・バリチェロは6位から4位となり、フェラーリはコンストラクターズランキングで5位から2位となった。またジョーダンとミナルディがポイントを獲得したことにより、ポイントを獲得していないのはB・A・R・ホンダのみとなった。しかしながら、ポイントランキングのこのような変化は、ミシュラン装着チームがレースに出走することを許可する解決策を見つけられなかったことに対する非難の前には、小さなことでしかなかった。
バーニー・エクレストンはこのレースの直前にITVのマーティン・ブランドルからインタビューを受けた。アメリカでのF1と、F1でのミシュランの将来についての質問に対し「良いことではない」と回答した。また、この件について「率直に言えば、チームに責任は無い」とも述べている。
多くのF1関係者はこのレースを茶番と位置づけ、この件の影響によってアメリカグランプリがインディアナポリスで再度開催されるか、またアメリカでグランプリ自体が開催されるかどうか疑問を持った。デビッド・クルサードは「この件はアメリカでの将来のレース開催を不透明にする」と述べた。チームとマックス・モズレー間のかねてからの不一致が妥協に至らなかった重大な要因であると指摘し（この不一致がF1の代替となるGPWCが結成されそうになった原因である）、このレースでの出来事がアメリカGPが完全に終了するリスクを大きく膨らませたと感じるものもあった。
ミナルディのボス、ポール・ストッダートはレース終了直後、フェラーリ以外の9チームはレースに参加しないことで合意しており、ジョーダンも最後の瞬間まではその決定を変えておらず、ミナルディもレースをボイコットするつもりだったと述べた。その後ストッダートはより長い声明を出し、このレースにミシュランが信頼性のあるタイヤを供給できない失敗があったにもかかわらず、調整（移動とチケットのためにかなりの費用を支払った多くのファンの利益のためのレースを開催すること）に失敗した原因を全てマックス・モズレーとFIAに負わせた。また、フェラーリのチームリーダーのジャン・トッドにも議論の妨害者として軽い非難を向けた。また、モズレーの辞任を要求した。

### 放送の拒否
幾つかの放送局は、この問題が発生すると放送することを拒絶した。カナダ、フランス、オーストラリアはミシュラン陣営が撤退したことが明らかになると、即座に中継を終了した。
イギリス、ドイツ、アメリカ、日本は、レースを全て放送した数少ない国々の一部である。日本では時差の関係で地上波完全生放送であり、録画内容を確認・編集して放送するものではなかった。

### FIAの反応
翌日、FIAはタイヤの変更ないしシケインの増設の許可を却下したことは正当であると発表した。FIAは世界モータースポーツ評議会に先立ち、6月29日にフランスのFIA本部にミシュランを使用する7チームを召還し聴聞を行い、コンコルド協定に違反しレースに参加しなかった疑いで、その理由を問いただした。各チームに送られた手紙は「透明性のため」に後に公開された。
チームは国際モータースポーツ競技規則の151条c項に挙げられた「競技ないしモータースポーツ全般の利益に対し不利益なあらゆる行動」に当てはまる行為を行ったと訴えられた。具体的には以下のようなものである。
- レースに適したタイヤを確保できなかった。
- マシンを出走させることを不当に拒否した。
- タイヤを安全に使用するために一つのコーナーでスピード制限を加える条件でレースを行うことを不当に拒否した。
- 他のチームと共謀し、スタート直前にマシンをピットに入れることでフォーミュラ1のイメージを傷つける行為を行った。
- レース役員にレースに参加しないことを知らせなかった。

6月22日、FIAはマックス・モズレーからのプレスリリースを発表した。このプレスリリースはQ&A形式で書かれており、この論争に対するFIAの立場を明らかにしようとするものであった。このQ&Aで、モズレーは仮定の状況を挙げ、あるメーカーが供給したエンジンに、あるコーナーで強い水平荷重によってエンジン内部のオイル供給ができなくなる問題が起こった場合、そのエンジンを使用するマシンは、結果的にそのコーナーを低速で走ることを余儀なくされると指摘した。モズレーはシケインを設置しなかった理由を改めて述べ、シケインは事前のテストが単に行われていないため安全でないとした。モズレーはFIAが示した解決策は適切であると指摘し、なぜミシュラン使用チームがピットレーンを使用する解決策を利用しなかったのか分からないとした。特に、ブリヂストン使用車が6台しか無いため、ミシュラン使用チームは7位と8位のポイントを争うことができたと指摘した。
6月29日、世界モータースポーツ評議会は最初の2つの訴因、「情状酌量すべき点はあるが、レースに適切なタイヤを持っていなかった(of not being in possession of suitable tyres for the event, but with strong mitigating circumstances)」ことと「マシンを出走させることを不当に拒否した(wrongfully refusing to allow their cars to start the race)」について有罪であるとした。残りの3つの訴因について、チームは無罪であるとした。処罰については未決であり、9月14日以降に発表されるとした。
7月22日、世界モータースポーツ評議会は投票を行い、先の決定を覆しミシュラン使用チームに掛けられた全ての嫌疑を晴らす決定を下した。この決定は「FIA評議員会に提出された新たな証拠」によりなされ、証拠とは仮にレースを行っていた場合にはインディアナ州法により故意に他者を危険に晒したことによりミシュラン使用チームが責任を課される恐れがあったことだと噂された。

### 補償
6月28日、ミシュランはグランプリのチケットを購入した全てのレースファンに対し、補償をすると発表した。9月末までに、ミシュランはインディアナポリスのチケット販売窓口を通じて全ての入場券に対し、対応する額面の払戻小切手を発行した。更にミシュランは2006年アメリカグランプリのチケットを20,000枚購入し、2005年のチケット購入者に配布した。
チケットの払い戻しに加え、インディアナポリスで2度目のレースを非選手権として行う案も話し合われた。7月2日の2005年フランスグランプリ会場でマクラーレンチーム代表ロン・デニスは、公式のシーズン最終戦2005年中国グランプリの終了後にインディアナポリスでレースを行う提案を行った。ミシュランチームは既にバーニー・エクレストンとこの案について話し合いを設けていたようであるが、翌7月3日にはトニー・ジョージはその可能性を「今秋インディアナポリスでのレースは無い」と否定した。アメリカグランプリの翌週に開催されたチャンプカー・ワールド・シリーズの2005年クリーブランドグランプリは、アメリカグランプリのチケット半券を持参した観客は入場無料とされた。

## 第3ドライバー（金曜日のみ出走）
| コンストラクター        | 国籍               | ドライバー           |
| ----------------------- | ------------------ | -------------------- |
| マクラーレン-メルセデス | スペインの旗       | ペドロ・デ・ラ・ロサ |
| ザウバー-ペトロナス     |                    | なし                 |
| レッドブル-コスワース   | アメリカ合衆国の旗 | スコット・スピード   |
| トヨタ                  | ブラジルの旗       | リカルド・ゾンタ     |
| ジョーダン-トヨタ       | オランダの旗       | ロバート・ドーンボス |
| ミナルディ-コスワース   |                    | なし                 |

## リザルト

### 予選

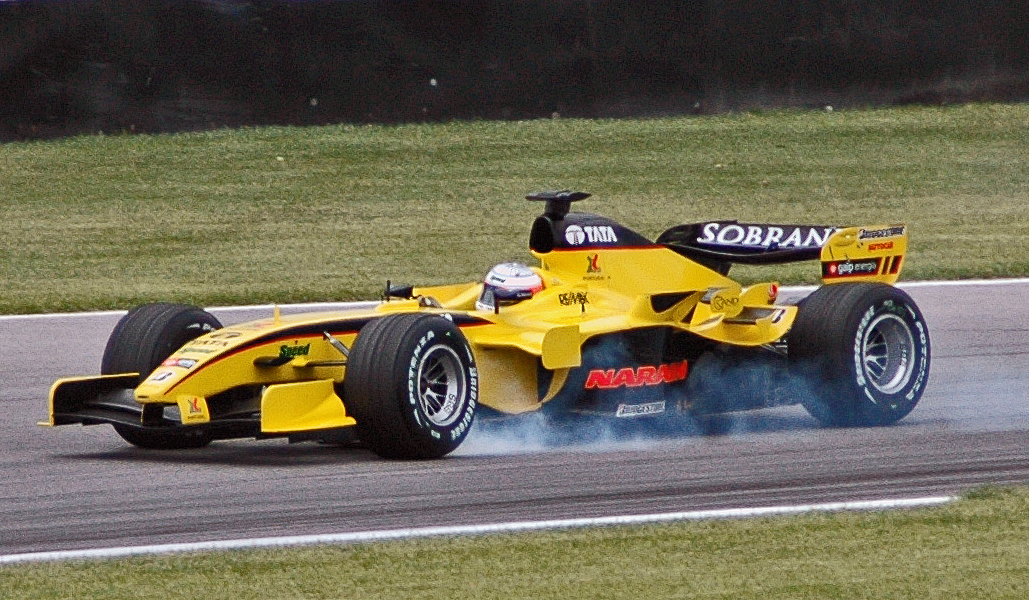
予選中、ジョーダンのナレイン・カーティケヤンはブレーキでタイヤをロック。

| 順位 | No | ドライバー                 | チーム                  | タイム   | 差          |
| ---- | -- | -------------------------- | ----------------------- | -------- | ----------- |
| 1    | 16 | ヤルノ・トゥルーリ         | トヨタ                  | 1'10.625 | 213.680km/h |
| 2    | 9  | キミ・ライコネン           | マクラーレン-メルセデス | 1'10.694 | +0.069      |
| 3    | 3  | ジェンソン・バトン         | B・A・R-ホンダ          | 1'11.277 | +0.652      |
| 4    | 6  | ジャンカルロ・フィジケラ   | ルノー                  | 1'11.290 | +0.665      |
| 5    | 1  | ミハエル・シューマッハ     | フェラーリ              | 1'11.369 | +0.744      |
| 6    | 5  | フェルナンド・アロンソ     | ルノー                  | 1'11.380 | +0.755      |
| 7    | 2  | ルーベンス・バリチェロ     | フェラーリ              | 1'11.431 | +0.806      |
| 8    | 4  | 佐藤琢磨                   | B・A・R-ホンダ          | 1'11.497 | +0.872      |
| 9    | 7  | マーク・ウェバー           | ウィリアムズ-BMW        | 1'11.527 | +0.902      |
| 10   | 12 | フェリペ・マッサ           | ザウバー-ペトロナス     | 1'11.555 | +0.930      |
| 11   | 10 | ファン・パブロ・モントーヤ | マクラーレン-メルセデス | 1'11.681 | +1.056      |
| 12   | 11 | ジャック・ヴィルヌーヴ     | ザウバー-ペトロナス     | 1'11.691 | +1.066      |
| 13   | 17 | リカルド・ゾンタ           | トヨタ                  | 1'11.754 | +1.129      |
| 14   | 15 | クリスチャン・クリエン     | レッドブル-コスワース   | 1'12.132 | +1.507      |
| 15   | 8  | ニック・ハイドフェルド     | ウィリアムズ-BMW        | 1'12.430 | +1.805      |
| 16   | 14 | デビッド・クルサード       | レッドブル-コスワース   | 1'12.682 | +2.057      |
| 17   | 18 | ティアゴ・モンテイロ       | ジョーダン-トヨタ       | 1'13.462 | +2.837      |
| 18   | 21 | クリスチャン・アルバース   | ミナルディ-コスワース   | 1'13.632 | +3.007      |
| 19   | 19 | ナレイン・カーティケヤン   | ジョーダン-トヨタ       | 1'13.776 | +3.151      |
| 20   | 20 | パトリック・フリーザッハー | ミナルディ-コスワース   | 1'14.494 | +3.869      |

### 決勝
| 順位 | No | ドライバー                 | チーム                  | 周回数 | タイム/リタイヤ | グリッド | ポイント |
| ---- | -- | -------------------------- | ----------------------- | ------ | --------------- | -------- | -------- |
| 1    | 1  | ミハエル・シューマッハ     | フェラーリ              | 73     | 1:29'43.181     | 5        | 10       |
| 2    | 2  | ルーベンス・バリチェロ     | フェラーリ              | 73     | + 1.522         | 7        | 8        |
| 3    | 18 | ティアゴ・モンテイロ       | ジョーダン-トヨタ       | 72     | +1 Lap          | 17       | 6        |
| 4    | 19 | ナレイン・カーティケヤン   | ジョーダン-トヨタ       | 72     | +1 Lap          | 19       | 5        |
| 5    | 21 | クリスチャン・アルバース   | ミナルディ-コスワース   | 71     | +2 Laps         | 18       | 4        |
| 6    | 20 | パトリック・フリーザッハー | ミナルディ-コスワース   | 71     | +2 Laps         | 20       | 3        |
| Ret  | 16 | ヤルノ・トゥルーリ         | トヨタ                  | 0      | 棄権            | 1        |          |
| Ret  | 9  | キミ・ライコネン           | マクラーレン-メルセデス | 0      | 棄権            | 2        |          |
| Ret  | 3  | ジェンソン・バトン         | B・A・R-ホンダ          | 0      | 棄権            | 3        |          |
| Ret  | 6  | ジャンカルロ・フィジケラ   | ルノー                  | 0      | 棄権            | 4        |          |
| Ret  | 5  | フェルナンド・アロンソ     | ルノー                  | 0      | 棄権            | 6        |          |
| Ret  | 4  | 佐藤琢磨                   | B・A・R-ホンダ          | 0      | 棄権            | 8        |          |
| Ret  | 7  | マーク・ウェバー           | ウィリアムズ-BMW        | 0      | 棄権            | 9        |          |
| Ret  | 12 | フェリペ・マッサ           | ザウバー-ペトロナス     | 0      | 棄権            | 10       |          |
| Ret  | 10 | ファン・パブロ・モントーヤ | マクラーレン-メルセデス | 0      | 棄権            | 11       |          |
| Ret  | 11 | ジャック・ヴィルヌーヴ     | ザウバー-ペトロナス     | 0      | 棄権            | 12       |          |
| Ret  | 17 | リカルド・ゾンタ           | トヨタ                  | 0      | 棄権            | 13       |          |
| Ret  | 15 | クリスチャン・クリエン     | レッドブル-コスワース   | 0      | 棄権            | 14       |          |
| Ret  | 8  | ニック・ハイドフェルド     | ウィリアムズ-BMW        | 0      | 棄権            | 15       |          |
| Ret  | 14 | デビッド・クルサード       | レッドブル-コスワース   | 0      | 棄権            | 16       |          |

- 出典：2005 FORMULA 1™ United States Grand Prix(Formula1.com)2011年2月8日閲覧